# كوزيمو دي ميديشي
كوزيمو دي ميديشي (27 سبتمبر 1389 - 1 أغسطس 1464) سياسي ومصرفي إيطالي وأول حكام فلورنسا من سلالة ميديشي التي سادتها معظم عصر النهضة الإيطالي ؛ يعرف باسم «كوزيمو الأسن».

## سيرته

### التعليم والصعود
ولد ابن جوفاني دي بيتشي في فلورنسا، وتعلم على يد نيكولو دي بييترو وربيرتو دي روسي، حتى دخل مصرف ميديشي في أوائل شبابه إلى جانب والده متعلما أصول المهنة.
في عام 1415 صاحَب البابا يوحنا الثالث والعشرون المزيف إلى مجلس كونستانس. في نفس العام عين قائدا وبعدها عدة مرات كسفير. سافر كثيرا مع شقيقه لورينزو أثناء تفشي وباء الطاعون في فلورنسا إلى فيرارا وفيرونا والبندقية (1430).
تجلى منذ أوائل مناصبه السياسية كمثال للحكمة : رغم أن مصالحه الاقتصادية أجبرته على إقاف مساهمته في الحياة السياسية المدنية، لم يكن ينوي ان يصبح حاكما للمدينة، ولعله بضربة خاطفة أو سعى لأكثر الأدوار أهمية في الحكومة، ولكن صورته بقيت في الظل كمحرك العرائس لعدد من الشخصيات موثقون بهم يغطون له المهام الرئيسية في المؤسسات.

### المنفى
في حين أن العديد من الأسر حتى دخلت الحزب آل ميديشي، بدأت أخرى النظر إليه كتهديد إما أن يصبحوا تحت سيطرة كوزيمو أو أن يتحدوه علنا فاختاروا الطريق الثاني. خاصة العائلتين العريقتين والغنيتين آل ألبيتسي وآل ستروتسي اللتان كانتا على رأس الفصائل المناهضة للميديشية. وبهجوم مفاجئ لبالا ستروتسي ورينالدو ديلي ألبيتسي سُجن في أيلول / سبتمبر عام 1433 محملينه مسئولية فشل آخر حملة لغزو لوكا.
لكنه استطاع تغيير مدة السجن إلى مدة نفي. ذهب إلى بادوفا وثم إلى البندقية آخذاً مصرفه معه. لحق به شقيقه الأصغر لورينزو بعد محاولة فاشلة لجمع جيش والاستيلاء على المدينة بالقوة. وبفضل نفوذه وأمواله تبعه آخرون : في غضون سنة كان هروب رؤوس الأموال من فلورنسا كبيرا جدا لدرجة اضطرتهم لرفع حالة النفي عنه، ما جعل كوزيمو يعود بعد ذلك بسنة عام 1434 بنفوذ كبير إلى حكومة فلورنسا (خاصة من خلال عائلتي بيتي وسوديريني).